# Petrus Nisser
Petrus (Pedro) Nisser, född 31 oktober 1799 i London, död 3 juni 1878 i Kingston, Jamaica, var en svensk bergsingenjör.

## Biografi
Petrus Nisser var son till legationspastorn Samuel Nisser. Efter avslutad skolgång började Nisser studera bergsvetenskap för Jöns Jacob Berzelius. Han fick sedan anställning som bokhållare vid Finspångs bruk och var verksam där till 1824, då han fick erbjudande om att delta i en expedition till Colombia. Initiativtagare till expeditionen var en grupp investerare ledda av Gustaf af Wetterstedt som även ägde Finspångs bruk. Nisser kom i Colombia att ägna sig åt gruvbrytning och gruvdrift vid sidan om en ganska omfattande läkarpraktik. Han saknade dock helt medicinsk utbildning. Brist på kapital och kvalificerad arbetskraft försvårade verksamheten, trots att han lyckades få europeiska investerare att intressera sig. Lockad av nyheten om de stora guldfyndigheterna i Australien begav han sig dit omkring 1860 för att efter några år återvända till Colombia. Under tiden i Australien konstruerade han bland annat ett röksvagt krut, som han fick patent på. Han höll även flera geologiska föreläsningar vid Filosofiska institutionen i Melbourne. Under sin tid i Colombia var Nisser aktiv för att öka handelsutbytet mellan Colombia och Sverige, och företog flera resor till Sverige i det syftet. 1874 arrangerade han en uppmärksammad utställning i Colombia av svenska industrivaror. För sina förtjänster utnämndes han till svensk-norsk konsul i Bogotá. Bland Nissers skrifter märks The first technical use of Gold by the aborigines of Soth-America (1859), som har betraktats som den första arkeologiska avhandlingen om Colombia. För sitt bergsvetenskapliga författarskap belönades Nisser med en rysk guldmedalj.

### Familj
Nisse var gift med Marie de Martinez (född 1812).